# Mamurra
Mamurra (gelebt im 1. Jahrhundert v. Chr.) war ein römischer praefectus fabrum, der unter Gaius Iulius Caesar gedient hatte.

## Leben
Mamurra war ein Angehöriger des römischen Ritterstandes und kam aus Formiae, dem heutigen Formia. Über sein Leben ist sehr wenig bekannt. Geburtstag oder Sterbedatum steht nicht mit Sicherheit fest. Vielfach angenommen wird sein Tod im Jahre 45 v. Chr. Cicero berichtet seinem Freund Atticus in einem Brief von Caesars Besuch in seinem Haus im Jahre 45 v. Chr., am letzten Tag der Saturnalien (19. Dezember). Dort erhielt Caesar eine Nachricht über seinen langjährigen Kriegsbaumeister Mamurra, der die provisorische Brücke über den Rhein erbaut hatte. Caesar nahm diese Nachricht mit unbewegtem Gesicht entgegen („tum audivit de Mamurra, vultum non mutavit“) – obwohl allgemein angenommen wird, dass es sich dabei um die Nachricht vom Tod Mamurras handelte.